# Silvia Poll
Silvia Poll Ahrens (Managua, 24 settembre 1970) è un'ex nuotatrice costaricana.
Specializzata nello stile libero e nel dorso ha vinto la medaglia d'argento nei 200 m sl alle Olimpiadi di Seoul 1988. Ha vinto un totale di 7 medaglie ai Giochi Panamericani del 1987 ad Indianapolis.
È la sorella maggiore di Claudia Poll.

## Palmarès
- Olimpiadi

Seoul 1988: argento nei 200 m sl.
- Giochi PanPacifici

1991 - Edmonton: bronzo nei 100 m dorso.
- Giochi panamericani

1987 - Indianapolis: oro nei 100 m sl, 200 m sl e 100 m dorso, argento nei 50 m sl, 200 m dorso e nella staffetta 4x200 m sl, bronzo nelle staffette 4x100 m sl e 4x100 m misti.
1991 - L'Avana: oro nei 100 m dorso.